# Ian Watson (koszykarz)
Ian Broughton Watson (ur. 7 czerwca 1949 w Melbourne, zm.	24 lipca 1981 tamże) – australijski koszykarz, olimpijczyk.
Reprezentował Australię na Letnich Igrzyskach Olimpijskich 1972, które odbyły się w Monachium, zajmując 9. miejsce oraz na Letnich Igrzyskach Olimpijskich 1976 w Montrealu, gdzie zajął 8. miejsce.